# Zdesław
Zdesław – książę Dalmacji w roku 864 i w latach 878–879, pochodził z dynastii Trpimirowiczów.

## Życiorys
Zdesław był synem Trpimira. Po śmierci Trpimira w 864 roku doszło do wybuchu powstania kierowanego przez chorwackiego szlachcica z Knina – Domagoja. Zdesław zbiegł z kraju wraz ze swym bratem Mutimirem. Zdesławowi udało się przywrócić swą władzę z pomocą Bizantyjczyków w 878 roku. W zamian za pomoc książę Dalmacji uznawał senioralną władzę cesarza bizantyjskiego Bazylego I. W roku 879 Zdesław został zabity w okolicach Knina przez krewnego Domagoja, Branimira, wspieranego przez papiestwo, niechętnie patrzące na wzrost potęgi Bizancjum.